# Ruch uświęceniowy
Ruch uświęceniowy (ang. Holiness Movement) – powstały w połowie XIX wieku ruch wewnątrz chrześcijaństwa stanowiący zbiór wierzeń i praktyk, wywodzących swe źródła z metodyzmu, a pośrednio z chrześcijańskiego ruchu przebudzeniowego tamtego okresu. Ruch kładzie nacisk zgodnie z przekonaniem Johna Wesleya, że każdy chrześcijanin powinien dążyć do osiągnięcia doskonałości chrześcijańskiej rozumianej praktycznie jako codzienne osobiste uświęcanie każdego wierzącego. Szczególnie zwraca uwagę na konieczność osobistego nawrócenia i pobożnego życia. Jest częścią ruchu ewangelikalnego.

## Założenia i cele
Celem ruchu była odnowa moralna, ewangelizacja oraz przywrócenie mocy Ducha Świętego w Kościele na wzór chrześcijaństwa opisanego w Dziejach Apostolskich. Spowodowało to odnowienie doświadczenia osobistego nawrócenia i chrztu w Duchu Świętym, którego widzialnym znakiem było mówienie innymi językami oraz uzdrowienia. W swoich początkach ruch skupiał się na trzech doświadczeniach: zbawienia, uświęcenia oraz chrztu w Duchu Świętym.
Doktryna ruchu opiera się na czterech głównych punktach:
1. odrodzenie dzięki łasce przez wiarę
2. całkowite oczyszczenie z grzechu jako drugiego dzieła łaski, z łaski przez wiarę i mocą Ducha Świętego
3. pewność zbawienia dzięki świadectwu Ducha Świętego
4. święte życie czyli uświęcanie (często rozumiane jako życie bez grzechu)

Powszechnie uważany jest za bezpośredni poprzednik ruchu zielonoświątkowego i jeden z jego głównych korzeni, który na swój sposób akcentował sprawę tzw. drugiego błogosławieństwa czyli chrzest w Duchu Świętym, przy położeniu szczególnego nacisku na glosolalię.
Główny wpływ na ruch uświęceniowy wywarli m.in. Asa Mahan, Dwight L. Moody, Charles G. Finney, Reuben A. Torrey, Maria Woodworth-Etter i inni. Pragnęli oni ożywić wesleyańskie rozumienie dwóch kolejnych i odrębnych przełomowych doświadczeń religijnych w życiu człowieka. Pierwsze z tych doświadczeń religijnych nazywali odrodzeniem (ang. regeneration), wspomniane przez Jezusa i opisane w Ewangelii (Jana 3,3), a drugie chrztem w Duchu Świętym (ang. baptism with the Holy Spirit), którego definicja jest oparta na (Łukasza 24,49) i (Dziejach Apostolskich 2,4).

## Kościoły
Na gruncie ruchu uświęceniowego wyrosło bezpośrednio wiele organizacji chrześcijańskich i wspólnot kościelnych. Wszystkie je łączy teologiczny konserwatyzm, pietystyczna pobożność, prosta liturgia, przekonanie o konieczności pracy wśród ubogich i niewierzących oraz wiara w niezbędność powtórnych narodzin i rozwoju osobistej świętości czyli uświęcanie.
Większość z nich nawiązuje do tradycji arminiańskiej. Człowiek jest obdarzony daną ludziom przez Boga wolną wolą i ma możliwość wyboru: zbawienia lub potępienia.
Reprezentują wspólne z metodyzmem przekonanie, że Chrystus wybawia nas od wszystkich grzechów, odnawiając w nas obraz dzieci Bożych. Większość wspólnot charakteryzuje się absolutnym chrystocentryzmem oraz kładzie mocny nacisk na duchowe i fizyczne uzdrowienie, jakie można osiągnąć dzięki wytrwałej modlitwie. Największym Kościołem należącym do tej tradycji jest Chrześcijański i Misyjny Sojusz. Inne to Kościół Nazarejczyka, Armia Zbawienia, Kościół Boży (Anderson), wolni metodyści czy Kościoły wesleyańskie.
Jednym z największych kościołów uświęceniowych na świecie jest Koreański Ewangeliczny Kościół Świętości z 1 milionem wiernych. Według Światowej Rady Kościołów wszystkich wiernych wyznań uświęceniowych w Korei Południowej jest blisko 3 miliony. Całkowitą liczbę wyznawców ruchu świętości na świecie szacuje się na ok. 12 milionów wierzących.